# 岩堀長慶
岩堀 長慶（いわほり ながよし、1926年10月22日 - 2011年5月29日）は、日本の数学者。東京大学名誉教授。専門は表現論。ヘッケ環(Iwahori-Hecke algebra)、局所体上の簡約代数群の岩堀部分群 (Iwahori subgroup) に名を残す。
旧制東京都立第一中学校、旧制第一高等学校を経て、東京大学理学部数学科卒業。1961年東京大学理学博士。1964年、東京大学教授。1986年、東京大学教授を定年退官。上智大学教授。2007年、瑞宝中綬章。

## 著書・訳書
- 『ベクトル解析 - 力学の理解のために』
- 『2次行列の世界』
- 『LIE群論 1・2』
- 『線形代数学』
- 『微分積分学』
- 『初学者のための合同変換群の話 〜幾何学の形での群論演習〜』
- 『線型不等式とその応用 - 線型計画法と行列ゲーム』
- 『対称群と一般線型群の表現論 - 既約指標・Ｙｏｕｎｇ図形とテンソル空間の分解』
- 『有限群の線形表現』（J.P.セールの著書の横沼健雄との共訳）
- 『微分形式の理論』（Ｈ．フランダースの著書の訳）